# Cricketball

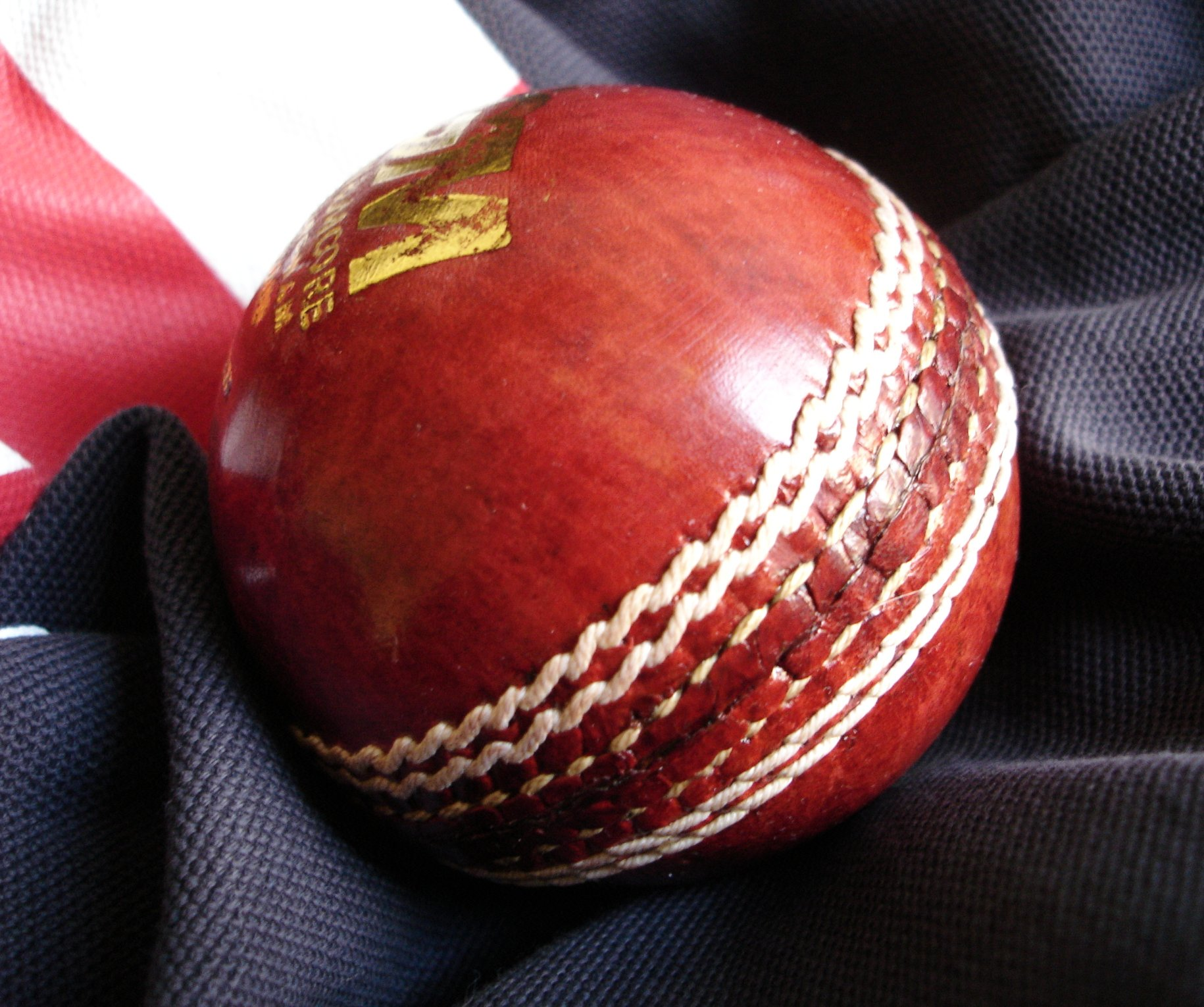
Cricketball

Ein Cricketball ist ein harter, fester Ball, der beim Cricket benutzt wird.

## Maße und Material
Der Cricketball hat einen Kern aus Kork, der eng mit Schnur umwickelt ist. Die Hülle besteht aus vier Stücken Leder, die mittels einer leicht erhabenen Naht verbunden sind. Dazu wird das Leder sechsfach genäht.
Der Ball wiegt 155,9–163 g (5 1/2–5 3/4 Unzen) und hat einen Umfang von 22,4–22,9 cm (8 13/16–9 Zoll; Ø≈7,2 cm). Die Bälle im Jugend- und Damenbereich sind etwas leichter und kleiner.
Traditionell ist der Cricketball dunkelrot. Bis 2015 wurden derartige Bälle in Test Matches und in anderen First-Class Matches ausschließlich verwandt. Seitdem sind für Spiele unter Flutlicht auch andere Farben erlaubt, beispielsweise Rosa. Demgegenüber werden im One-Day Cricket und T20 meist weiße Bälle verwandt, die unter den Flutlicht-Bedingungen besser sichtbar sind.
Aufgrund der Härte des Cricketballes ist das Fielding teilweise nicht ungefährlich. Feldspieler, die in der Nähe des Strikers stehen (Close Fielder), tragen oft einen Schutzhelm mit Gesichtsschutz.

## Abnutzung des Cricketballes
Am Beginn jedes Innings wird stets ein neuer, stark polierter Ball verwandt. Ein Austausch des Balles ist nach den Regeln nur in besonderen Fällen oder nach einer bestimmten Anzahl von Over (bei Test Matches 80 Over) zulässig. Deshalb müssen beispielsweise die Zuschauer den Cricketball auch zurückgeben, wenn der Ball in die Ränge geschlagen wird. Defekte oder unauffindbare Cricketbälle werden durch solche ersetzt, die in vergleichbarem Umfang abgenutzt sind.

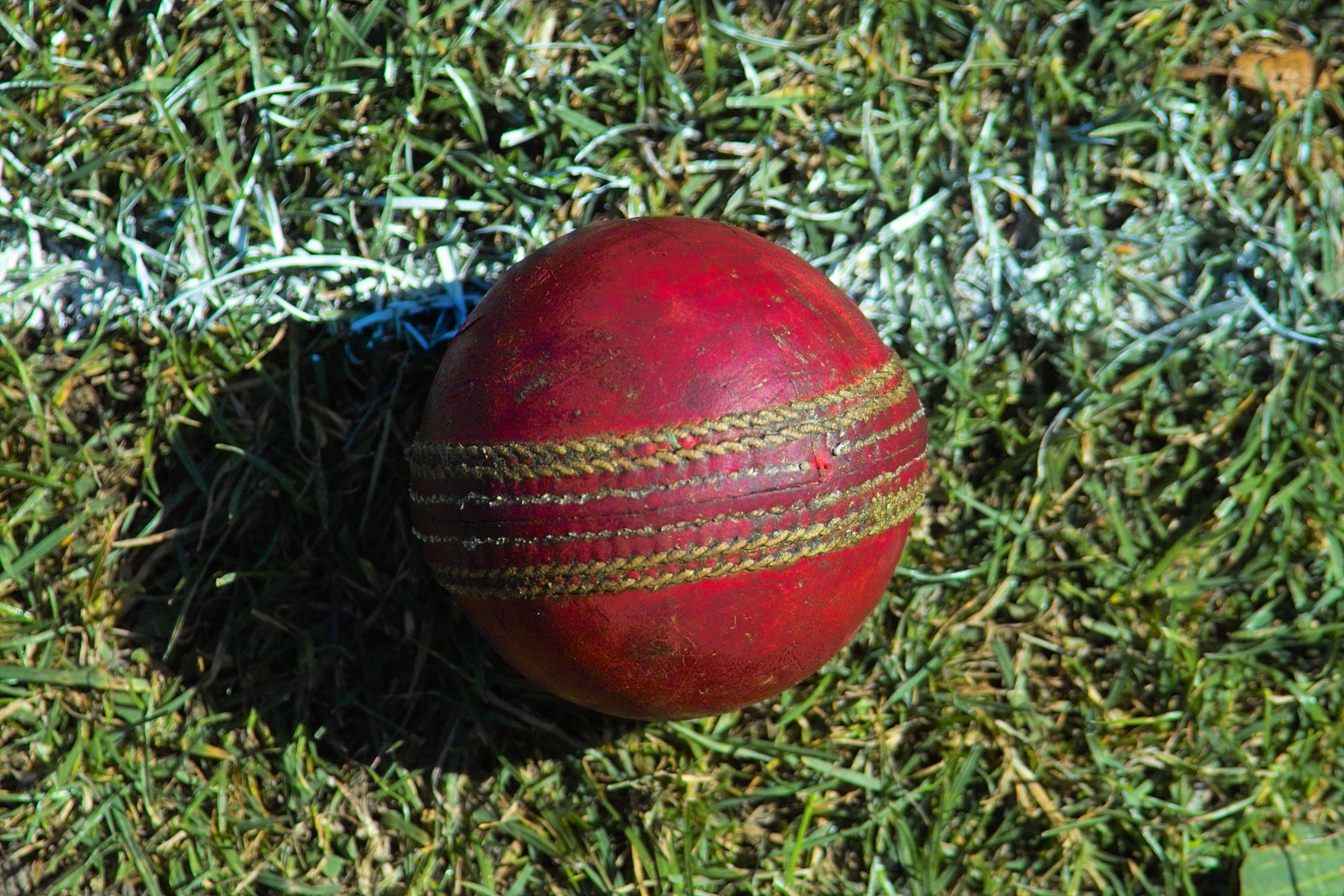
Abgenutzter Cricketball

Im Laufe eines Innings nutzt sich der Ball ab und die Oberfläche wird rau. Der Bowler poliert deshalb den Cricketball so oft wie möglich auf einer Seite der Naht, indem er ihn an seiner Hose reibt. In der Vergangenheit durfte er dabei natürliche Flüssigkeiten (also Speichel oder Schweiß) nutzen, jedoch keine anderen Materialien. Heute ist das, u. a. wegen der Gefahr einer Corona-Infektion, nicht mehr erlaubt.
Der neue Cricketball ist härter als der abgenutzte und springt daher mit höherer Geschwindigkeit vom Boden ab. Er wird deshalb von schnellen Bowlern (fast bowler) bevorzugt. Der ältere Ball hat wegen seiner raueren Oberfläche nach dem Aufprall auf den Boden regelmäßig mehr Spin und wird deswegen von langsameren, häufig angeschnitten werfenden Bowlern (spin bowler) genutzt.

## Ball tampering
Das absichtliche Bearbeiten des Balls kann auch zum Vorteil des Bowlers ausgenutzt werden. Das Interesse der Feldmannschaft liegt darin, einen möglichst hohen Unterschied zwischen der glatten und rauen Seite des Balles zu erzeugen, um damit ein sogenanntes reverse swing zu erzeugen und die Flugbahn für den Batsman unberechenbar zu machen. Während das Polieren des Balls nach den Regeln des Crickets erlaubt ist (wenn auch die Anwendung von Substanzen wie Sonnencreme oder Haargel nicht, was aber kaum bestraft wird), ist es das Aufrauen mit fremden Objekten nicht. Die Anwendung eines solchen Objektes, wie Sandpapier, Zähne, die Spikes der Schuhe, oder die Nutzung von Fingernägeln, um ein beschleunigtes Aufrauen zu erzeugen, ist regelwidrig und wird als Ball tampering bezeichnet. Der Umpire bestraft das Ball tampering mit 5 Straf-Runs und der Ball wird ausgetauscht. Ball tampering geschieht meist in Test-Matches und es kam in der Vergangenheit zu einigen bekannt gewordenen Vorfällen.

### Bekannte Vorfälle
- Bei der Tour Südafrikas in England 1994 wurde der englische Kapitän Michael Atherton im ersten Test beschuldigt, Dreck in der Hosentasche zu nutzen, um den Ball aufzurauen. Er wurde mit einer Geldstrafe bestraft.[2]
- Der erste Spieler, der eine Spielsperre für Ball tampering erhielt, war Waqar Younis, der beim Singer Triangular Series 2000 der Ballmanipulation beschuldigt wurde.[3]
- Bei der Tour Indiens in Südafrika 2001/02 wurde beim zweiten Test der indische Spieler Sachin Tendulkar vom Umpire Mike Denness der Ballmanipulation beschuldigt.[4] Dies führte zu Beschuldigungen des Rassismus seitens indischer Medien gegen den Schiedsrichter und führte zur sofortigen Beendigung der offiziellen Tour, um einen Einsatz Denness' im letzten Test zu verhindern.[5] Dies führte zu einer Reform des Schiedsrichterwesens im internationalen Cricket.[6] Tendulkar wurde letztendlich freigesprochen.[7]
- Bei der Tour Pakistans in England 2006 entschied der Umpire Darrell Hair, dass Pakistan den Ball manipuliert habe. Nach einer Pause weigerte sich daraufhin das pakistanische Team, das Spielfeld zu betreten, und nach kurzer Zeit entschied das Schiedsrichtergespann, den Test für England zu werten.[8][9]
- Bei der Tour Südafrikas gegen Pakistan in den Vereinigten Arabischen Emiraten 2013 wurde Südafrikas Spieler Faf du Plessis der Ballmanipulation beschuldigt und Südafrika erhielt 5 Straf-Runs.[10][11]
- Neun Monate später traf es wieder Südafrika, dieses Mal  wurde der Bowler Vernon Philander mit einer  Geldstrafe belegt.[12]
- Bei der Tour Südafrikas in Australien 2016/17 war es abermals der Südafrikaner Faf du Plessis, der nach TV-Aufnahmen der Ballmanipulation beschuldigt wurde.[13][14][15]
- Beim nächsten Aufeinandertreffen Südafrikas und Australiens in Südafrika war es der Australier Cameron Bancroft, der auf TV-Aufnahmen der Nutzung von Schleifpapier überführt wurde.[16] Nachdem er auf dem Feld die Umpires belogen hatte und bei einer Pressekonferenz bekannt wurde, dass das Führungsteam über die Pläne der Ballmanipulation eingeweiht war,[17] wurden er und die Kapitäne Steve Smith und David Warner gesperrt.[18]

## Alternativen
Im Freizeitsport außerhalb von Ligen wird aus Sicherheits- und Kostengründen teilweise mit einem Tennisball gespielt. Dieser wird oft mit Isolierband umwickelt, um den relativ weichen Tennisball härter und glatter zu machen.